# Winnipeg
 Ovo je glavno značenje pojma Winnipeg. Za druga značenja pogledajte Winnipeg (razdvojba).
Winnipeg je glavni i najveći grad u pokrajini Manitobi, Kanada. Grad je smješten na istočnom kraju velikih ravnica Zapadne Kanade, Winnipeg ima veliki značaj u prometu, financijama, poljoprivredi i obrazovanju. Pošto svi željeznički i cestovni putevi koji povezuju istočnu i zapadnu Kanadu prolaze kroz ili pored grada, Winnipeg se često naziva vratima Zapada.
Grad se nalazi blizu zemljopisnog centra Sjeverne Amerike. Sa 633.451 stanovnikom čini polovinu svih stanovnika Manitobe. Winnipeg pruža obilje mogućnosti za rekreaciju pošto u njegovoj blizini leži stotine jezera, uključujući jezero Winnipeg, peto najveće jezero u Kanadi i 11. u svijetu, jezero Manitoba, kao i Šumsko jezero. Kroz Winnipeg protiču četiri velike rijeke Crvena rijeka, Assiniboine, La Salle i Seine.
Grad je jedan od najvažnijih kulturnih centara Kanade i dom je poznatog Kraljevskog vinipeškog baleta. Odlikuje se starinskom arhitekturom, plovnim kanalima, brojnim parkovima i upečatljivim kvartovima. Winnipeg je bio domaćin Panameričkih igara 1967. i 1999. i pored Ciudad de Mexica je jedini grad koji je dva puta bio domaćin tog natjecanja.

## Vanjske poveznice
- Winnipeg.ca - Službene gradske stranice
- Turističke informacije o gradu